# Sint-Michiel en -Renildiskerk
De Sint-Michiel en -Renildiskerk is een rooms-katholiek kerkgebouw in de tot de Vlaams-Brabantse gemeente Leuven behorende plaats Heverlee, gelegen aan het Sint-Reneldisplein 23.
De kerk is gelegen in de wijk Egenhoven en werd gebouwd in 1969 naar ontwerp van Rudi Bertels. Het is een zaalkerk in de stijl van het brutalisme.
De kerk bezit een beeld uit omstreeks 1500 van Sint-Renildis en een kruisbeeld uit begin 16e eeuw. Deze voorwerpen zijn afkomstig uit een oude, gesloopte, kapel.
De kerk dreigde gesloten te worden maar bleef geopend omdat er het hoofdkwartier van Radio Maria België in werd gevestigd.